# Hans Bongartz
Hans Bongartz (Bonn, Alemania Federal, 3 de octubre de 1951) es un exfutbolista y entrenador de fútbol de Alemania que jugaba en la posición de centrocampista.

## Carrera

### Club
| Periodo   | Club                 | Apariciones | Goles |
| --------- | -------------------- | ----------- | ----- |
| 1969–1971 | Bonner SC            | 23          | 3     |
| 1971–1974 | SG Wattenscheid 09   | 99          | 37    |
| 1974–1978 | FC Schalke 04        | 131         | 24    |
| 1978–1984 | 1. FC Kaiserslautern | 167         | 15    |

### Selección nacional
Bongartz jugó en la Eurocopa 1976 en Yugoslavia. Jugó en cuatro ocasiones con Alemania Federal sin anotar goles de 1976 a 1977.

### Entrenador
| Periodo   | Club                     |
| --------- | ------------------------ |
| 1985–1987 | 1. FC Kaiserslautern     |
| 1988–1990 | FC Zürich                |
| 1990–1994 | SG Wattenscheid 09       |
| 1994–1996 | MSV Duisburg             |
| 1996–1997 | Borussia Mönchengladbach |
| 1998–2004 | SG Wattenscheid 09       |
| 2006      | Sportfreunde Siegen      |